# 재향군인의 날 (영국)
영국 재향군인의 날(Armed Forces Day)은 매년 6월 27일 영국에서 치르는 재향군인 기념일이다. 군에 복무하면서 나라를 위해 충성을 바친 모든 군인들의 노고를 치하하고 잊지 말자는 뜻에서 생겨났다.
2014년 현재까지 공휴일은 아니지만, BBC는 재향군인의 날의 기념일 제정이 로열 빅토리아 훈장 수훈식 못지 않은 역사적인 기록이며 큰 반향을 불러일으켰다고 보도했다.

## 유래
재향군인의 날이 생기게 된 계기는 지금껏 희생한 군인들의 노고를 절대 잊어서는 안된다는 고든 브라운 전 총리의 주장으로, 2006년 2월 이에 대한 초안이 발표됐다. 기념식 때에는 행사 개최도시 뿐 아니라 각 지역마다 특색있는 행사를 열며, 생존해 있는 사람들에게 메달을 수여한다.

## 행사개최와 발전
2007년 6월에는 하원의원 짐 디바인(Jim Devine)이 이 날을 공휴일로 지정하자는 청원을 제출하기도 했다.
2008년에는 블랙풀에서 행사가 개최됐다.
2009년에는 켄트주의 채텀(Chatham)에서 행사가 열렸으며, 명칭이 'Veterans' Day'에서 'Armed Forces Day'로 바뀌었다.
2010년에는 카디프에서, 2011년에는 에든버러에서, 2012년에는 플리머스에서, 2013년에는 노팅엄에서 행사가 개최되었으며 2014년에는 스털링에서 행사가 열린다.